# Bobbie Gentry
Bobbie Gentry, nome d'arte di Roberta Lee Streeter (contea di Chickasaw, 27 luglio 1942), è una cantante statunitense di origini portoghesi.

## Biografia
È conosciuta soprattutto per il suo più grande successo del 1967 Ode to Billie Joe che nel 1967 raggiunge la prima posizione nella Billboard Hot 100 per quattro settimane.
In Italia ha partecipato al Festival di Sanremo 1968 con il brano La siepe, cantato in abbinamento con Al Bano.

## Discografia parziale

### 33 giri
- 1967: Ode to Billie Joe (Capitol, T 2830) - prima posizione nella Billboard 200 per due settimane e disco d'oro

### 45 giri
- 1967: Ode to Billie Joe - prima posizione nella Billboard Hot 100 per quattro settimane
- 1968: La siepe/La città è grande (Capitol, QCL 197)
- 1969: I'll Never Fall in Love Again - prima posizione nella Official Singles Chart e quinta in Norvegia